# Domani Motus Liberi
Domani – Motus Liberi (DML; lit. «Mañana – Libre Movimiento») es un partido político cristiano-liberal de San Marino. Se formó oficialmente el 28 de abril de 2018.

## Resultados electorales
| Elección | Líder                    | Votos | %         | Escaños | +/– | Estatus   |
| -------- | ------------------------ | ----- | --------- | ------- | --- | --------- |
| 2019     | Mirko Dolcini            | 1,112 | 6.19 (#6) | 4/60    |     | Gobierno  |
| 2024     | Lorenzo Forcellini Reffi | 1,540 | 8.47 (#5) | 5/60    | 1   | Oposición |